# 黄仁埈
黄 仁埈（ファン・インジュン、英: Hwang In Joon, 1965年6月16日 - ）は、韓国の実業家。LINE株式会社取締役CFO。Zホールディングス株式会社専務執行役員CGIO（Chief Global Investment Officer）。

## 来歴
韓国のソウル大学で経済学の学士号を、ニューヨーク大学で経営学の修士号（MBA）を取得した。卒業後はサムスン電子に入社し、その後クレディ・スイスやNAVER Corporationの取締役等を歴任し、現職。

## 略歴
- 1992年8月 - サムスン電子株式会社入社
- 1998年8月 - クレジット・スイス（現クレディ・スイス銀行）入行
- 2003年1月 - サムスン証券（株）入社
- 2004年6月 - ウリ金融持株（株）入社
- 2007年3月 - ウリ投資証券（株）入社
- 2008年8月 - NHN Corporation（現・NAVER Corporation）入社
- 2008年11月 - 同社取締役、同社最高財務責任者 （CFO）
- 2008年12月 - LINE（現・Aホールディングス）株式会社取締役
- 2015年4月 - 同社取締役CFO
- 2017年5月 - LINE Ventures株式会社代表取締役（現任）
- 2018年9月 - LINE Financial Asia Corporation Limited代表取締役（現任）
- 2021年2月 - Aホールディングス株式会社取締役（現任）
- 2021年2月 - LINE（旧・LINE分割準備）株式会社取締役CFO（現任）
- 2021年3月 - Zホールディングス株式会社専務執行役員 CGIO（Chief Global Investment Officer）（現任）